# Почигайло Олекса
Почигайло Олекса («Зенко», «Пікун»; 13.05.1920, с. Слов’ятин Бережанського р-ну Тернопільської обл. – 5.11.1949, с. Косів Чортківського р-ну Тернопільської обл.) – Лицар Бронзового хреста бойової заслуги УПА.

## Життєпис
Член ОУН із 1940 р. В лавах УПА із весни 1944 р. Стрілець (?-04.1944), командир рою (04.1945-?), а відтак командир чоти (1945-1946) сотні УПА «Лісовики». Ймовірно, бойовик референта СБ Теребовлянського надрайонного проводу ОУН (1947-1948). Керівник Білобожницького районного проводу ОУН (1948-1949). Старший вістун УПА (1.01.1947)є.

## Нагороди
- Згідно з Наказом військового штабу воєнної округи 3 «Лисоня» ч. 2/48 від 10.10.1948 р. бойовик референта СБ Теребовлянського надрайонного проводу ОУН Олекса Почигайло – «Пікун» нагороджений Бронзовим хрестом бойової заслуги УПА;
- відзначений Срібною Зіркою (1.12.1945);
- відзначений Третьою Срібною Зіркою (22.01.1949).